# Palacio Pamphili
El palacio Pamphili (o Pamphilj) (en italiano: Palazzo Pamphilj) es un palacio del siglo XVII de Italia ubicado en la plaza Navona en Roma, construido por Girolamo Rainaldi y Carlo Rainaldi en estilo barroco entre 1644 y 1650.
Desde 1920, el palacio Pamphili ha sido sede de la embajada de Brasil en Italia y en octubre de 1960 pasó a ser propiedad de la República Federativa del Brasil en una negociación de compra dirigida por el embajador Hugo Gouthier de Oliveira Gondim.
En 2000, el palacio fue pintado con el color que tenía en el siglo XVIII.

## Historia

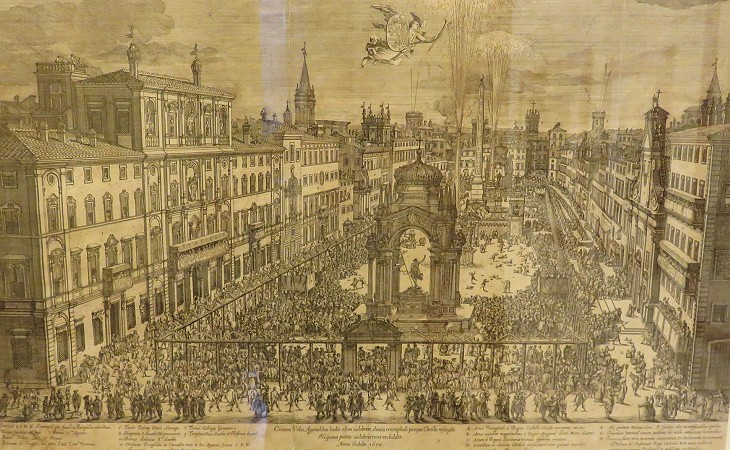
Plaza Navona el Domingo de Pascua de 1650, con arcos efímeros diseñados por Carlo Rainaldi. La nueva fachada de la iglesia de Santa Inés en Agonía (1652-1657) aún no se había construido. (Dominique Barrière, 1618–1678)

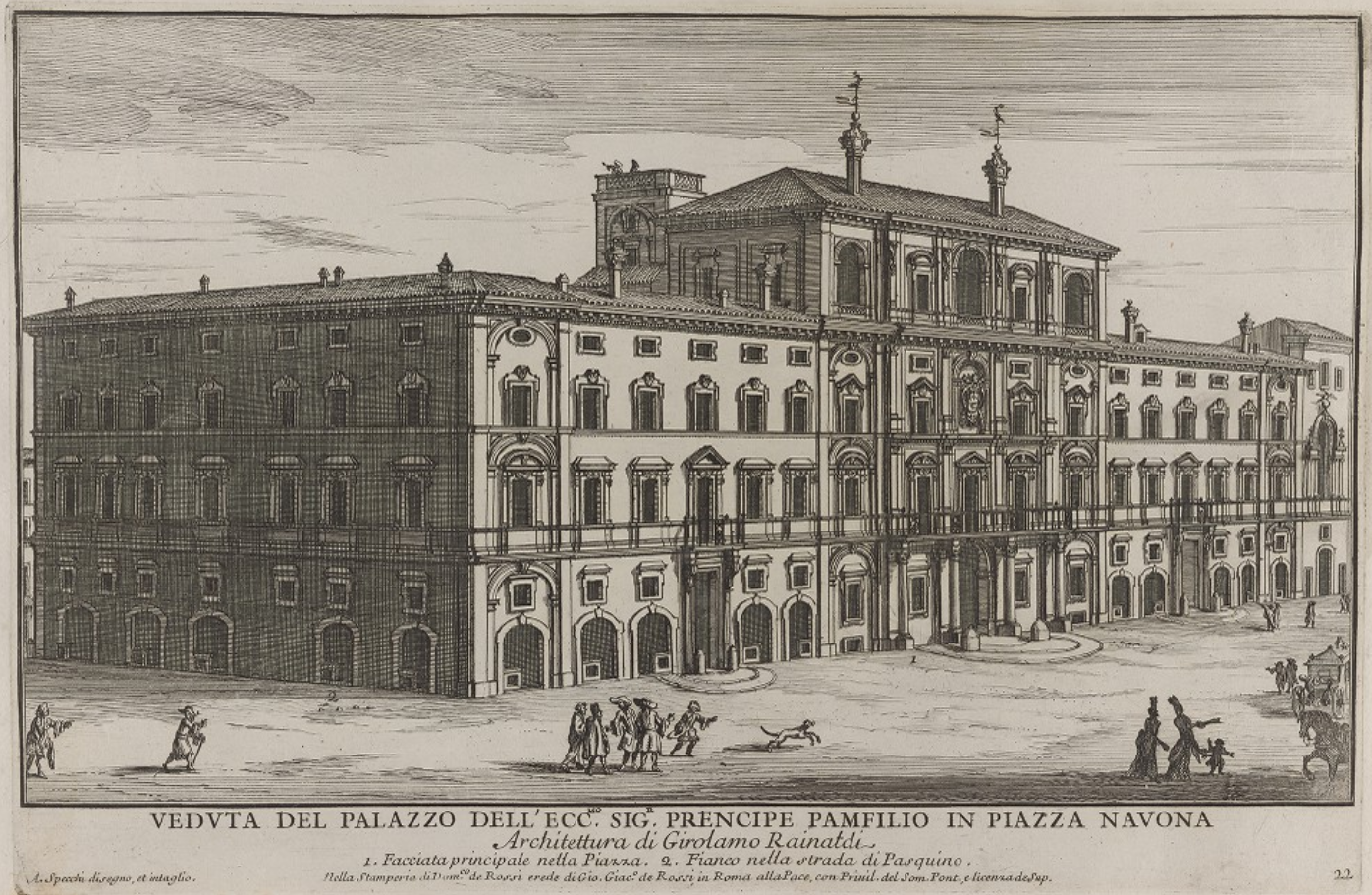
Vista del palacio Pamphili como se ve desde la Piazza Navona, así como la fachada que da a la Strada di Pasquino (1699) (Alessandro Specchi, 1668–1729)

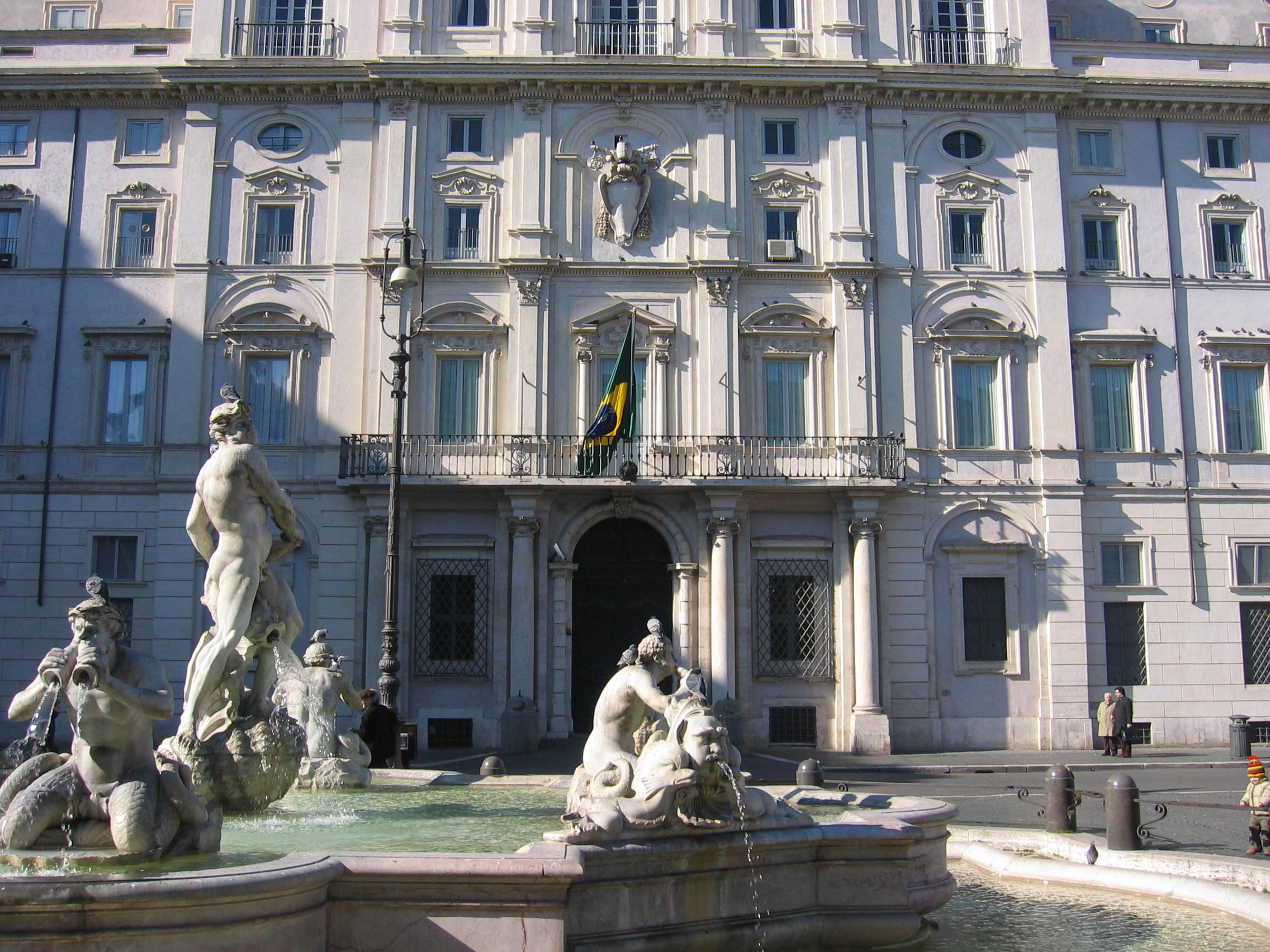
Detalle del palacio Pamphilj, hoy embajada de Brasil en Roma

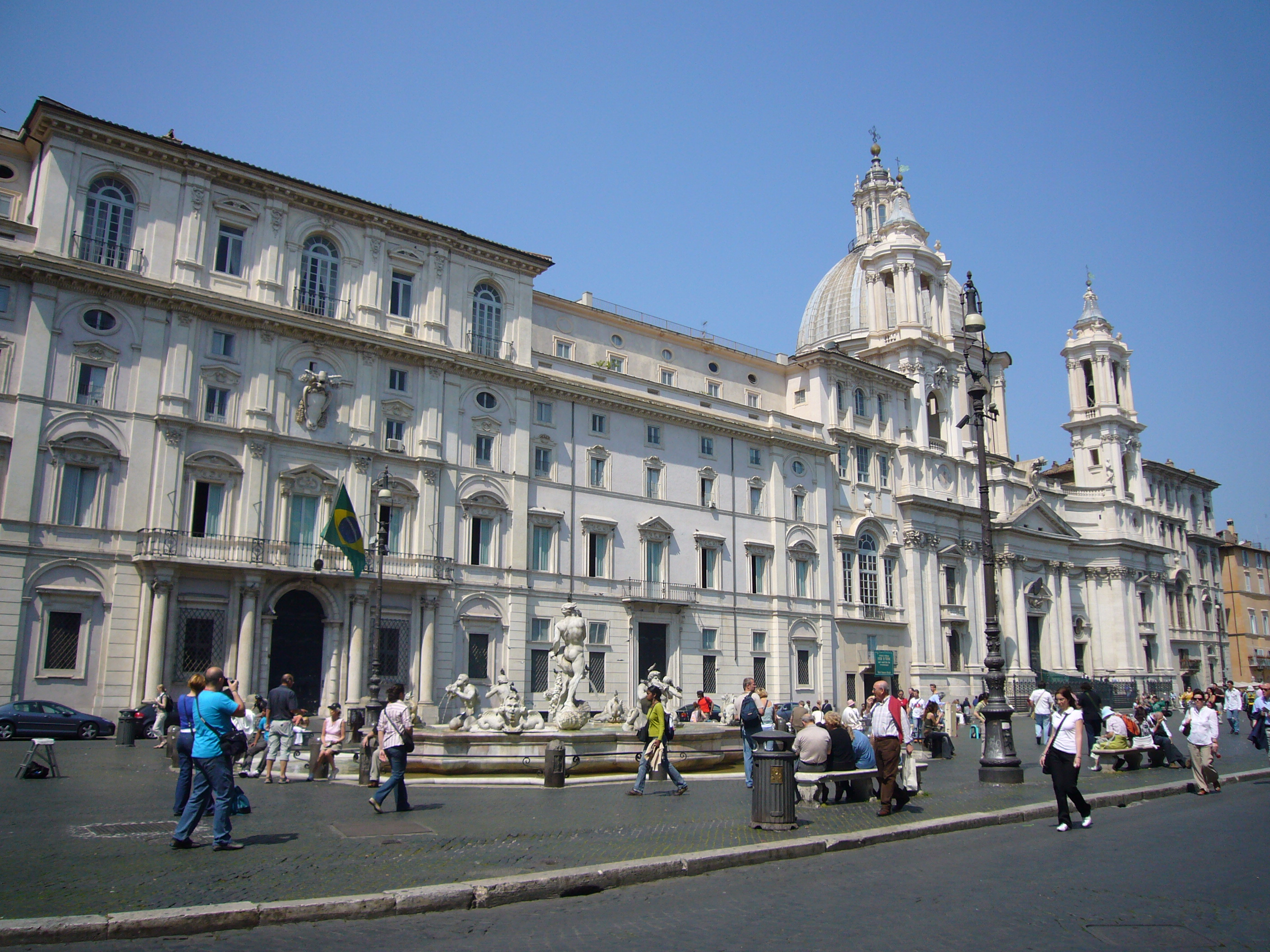
El palacio Pamphilj a la izquierda, con la iglesia de Santa Inés en Agonía (1652-1657) a la derecha, y la Fontana del Moro en primer plano. Las ventanas serlianas adyacentes a la iglesia se abren a la galería con frescos de Cortona.

El edificio original fue construido en 1630 en lugar de una serie de propiedades propiedad de la poderosa familia Pamphilj, en formas tardorenacentistas  entre la plaza Navona y la via Pasquino. Cuando el patrón Giovanni Battista Pamphilj, entonces cardenal, se convirtió en papa en 1644, con el nombre de Inocencio X, la familia consideró que el palacio no era suficiente para el nuevo prestigio y comenzó una nueva construcción más imponente. Girolamo Rainaldi estuvo a cargo de ello. Se compró otro terreno y el nuevo proyecto incorporó edificios contiguos, incluido el palacio anterior de los Pamphilj —cuyas decoraciones de Agostino Tassi se mantuvieron parcialmente—, el palacio Cybo y el palacio de los Mellini y la construcción comenzó en 1646.
En 1647, el arquitecto barroco Francesco Borromini fue consultado sobre el diseño e hizo una serie de nuevas propuestas para el palacio. Sin embargo, la preferencia predominante fue el diseño más sobrio y conservador de Rainaldi. Las contribuciones limitadas de Borromini incluyeron la decoración de estuco del salone (la sala principal) y el diseño de la Galería, ubicada en el primer piso entre el resto del palacio y la iglesia de Santa Inés en Agonía (1652-1657), al lado. La Galería se extiende a través del ancho del bloque con una gran ventana serliana en cada extremo. Carlo Rainaldi, el hijo de Girolamo, completó el edificio alrededor de 1650.
El interior tiene tres patios. La entrada es particularmente alta y luminosa: el piano nobile (primer piso) tiene 23 estancias decoradas con frescos y frisos de artistas como Giacinto Gemignani, Gaspard Dughet, Andrea Camassei, Giacinto Brandi, Francesco Allegrini y Pier Francesco Mola.
Entre 1651 y 1654, el pintor Pietro da Cortona recibió el encargo de decorar la bóveda de la Galería, diseñada por Borromini. Su ciclo de frescos seculares describe escenas de la Storie di Enea (vida de Eneas), el legendario fundador de Roma, como fue recontada por Virgilio. Los Pamphili afirmaban ser descendientes de Eneas. A diferencia del amplio y espacioso volumen del Palazzo Barberini en el que había pintado su fresco celebrando el papado del predecesor de Inocencio, Urbano VIII Barberini, la Galería Pamphilj era larga con una bóveda baja, lo que significaba que no era posible un único punto de vista para ver los frescos. Así que Cortona ideó una serie de escenas alrededor de un cuadro central enmarcado "Apoteosis de Eneas" en los cielos olímpicos. Los elaborados marcos de las puertas espaciados regularmente a lo largo de los muros más largos de la Galería muestran una combinación de motivos típicamente utilizados por Borromini y Cortona.
En seguida el nuevo palacio se convirtió en la residencia de la cuñada de Inocencio, la viuda  Olimpia Maidalchini, quien era su confidente y consejera. Era muy impopular y se sospechaba que era la amante del papa. Olimpia, también llamada «La Pimpaccia de Piazza Navona», fue la madre de Camillo Pamphilj, cardenal nepote, quien se casó con Olimpia Aldobrandini. La esposa aportó la propiedad del palazzo Aldobrandini, ahora conocido como palazzo Doria-Pamphili, al que se accede desde la plaza del Collegio Romano y tiene vista a via del Corso. Este palacio alberga la Galeria Doria-Pamphili.
Cuando los Pamphilj se instalaron en el nuevo edificio del Corso, el palacio en Piazza Navona fue desalojado y arrendado, entre otros, a la Accademia Filarmonica Romana.
Los palacios fueron llamados, incluso cuando la familia tomó el nombre de Doria-Pamphilj, con el mismo nombre de palacio Pamphilj o "Palazzo Pamfilio". También hay otro palacio Doria-Pamphilj, una residencia de verano en Valmontone.

## Descripción

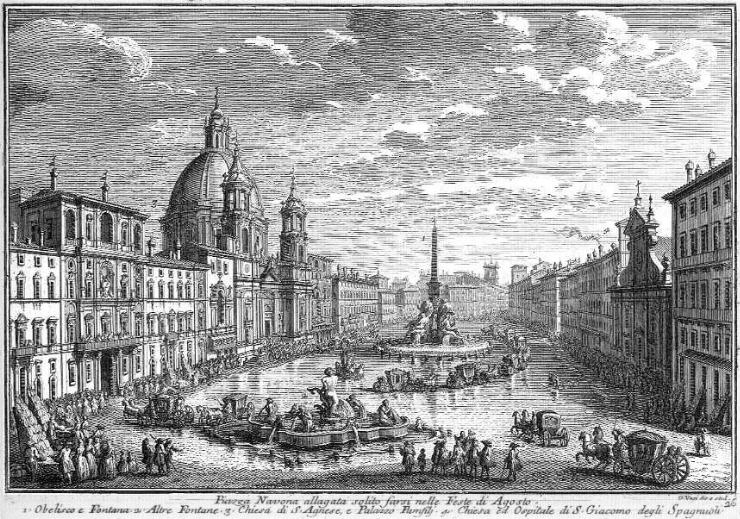
Grabado de Giuseppe Vasi (1752) de la Piazza Navona con el palacio Pamphili en la izquierda. Compárese con la foto actual anterior.

El imponente palacio está constituido por un cuerpo central, puntuado por pilastras y arcos ciegos, con un balcón central en el piso noble sostenida por cuatro columnas sobre el portal en arco de cantería. En el primer piso se disponen ventanas con tímpanos ovales y triangulares alternados, en el segundo, ventanas rematadas por conchas y dominadas por las pequeñas ventanas del mezzanino con el gran escudo de los Pamphil en el centro, compuesto por tres lirios por encima de una paloma con una rama de olivo en el pico. Encima de la cornisa hay una grandiosa loggia con tres arcadas y dos ventanas. Al lado del cuerpo central están dos edificios iguales con tres pisos cada uno, con dos portales enmarcados y encerrados por un pequeño balcón.